# Wismichu
Ismael José Prego Botana, més conegut com a Wismichu a les xarxes socials (Monte Alto, la Corunya, Galícia, 5 d'octubre de 1993), és un popular youtuber amb més de 9 milions de subscriptors al seu canal de Youtube. Enregistra vlogs, trolejades, bromes telefòniques i amb menys freqüència videojocs.
A l'abril de 2015 el seu canal va ser tancat perquè mostrava sexe real explícit, però poc després fou reobert. A finals del 2015 començà a fer espectacles al costat d'AuronPlay en diversos teatres com el Teatre Cervantes de Màlaga. El març de 2016 va ser denunciat per "l'alt contingut sexual" dels seus vídeos i per fer, presumptament, "apologia de la pederàstia" en un espectacle a Tenerife, tot i que més tard va ser desmentit. Wismichu ha tingut enfrontaments amb altres YouTubers com ara Dalas Review.
Al Festival de Sitges de 2018 va presentar el seu primer llargmetratge, amb el nom de Bocadillo. Es tractava d'un bucle d'una escena de pocs minuts durant una hora i mitja. Diversos espectadors van abandonar la sala criticant i insultant l'organització en considerar que era una presa de pèl. El director del festival, Àngel Sala, va demanar disculpes. Més tard en Wismichu va adduir que es tractava d'un experiment sociològic que donaria com a resultat el documental Vosotros sois mi película (Vosaltres sou la meva pel·lícula), presentada al març del 2019 al Festival de Màlaga, on l'autor es mostrava empenedit però deia que "el projecte en el seu conjunt té sentit i ha valgut la pena".
Al 2021, el YouTuber canarés Dalas Review va penjar un vídeo dient que havia tingut accés als antecedents penals d'en Wismichu després de fer-li una denúncia per les presumptes calúmnies vesades al seu video "Así es Dalas Review", denúncia en la que Wismichu quedaria absolt. En Dalas revelà que en Wismichu va ser condemnat a sis mesos de presó amb antecedents penals per agredir a una persona donant-li un cop amb una ampolla de vidre al cap. En el vídeo, també va acusar en Wismichu d'obtenir guanys econòmics amb vídeos on mostra els pits de noies majors i, presumpament, menors d'edat a Chatroulette, una aplicació que permet fer videotrucades aleatories amb aquells que hi estiguin connectats, sense el seu consentiment. Actualment, segons en Dalas Review s'està duent a terme una denúncia col·lectiva per part de diverses noies que haurien estat, presumptament, víctimes d'en Wismichu.